# Stap (gang)

Stap

De stap is een symmetrische viertaktgang zonder zweefmoment. De stap is een langzame gang die wordt gebruikt om te lopen. Tijdens de stap is er bij viervoetigen afwisselend diagonale en laterale ondersteuning, met daartussen telkens periodes dat er op drie benen wordt gestaan. De gang is symmetrisch: alle ledematen worden in dezelfde mate gebruikt.
Bij de stap wordt eerst de linkerachtervoet verzet, gevolgd door de linkervoorvoet, de rechterachtervoet en de rechtervoorvoet, met afwisselend twee en drie voeten aan de grond.
Naast het paard maakt ook vee en enkele andere diersoorten gebruik van de stap.
Zoals in onderstaande tabel is te zien, zijn er binnen de stap variaties. Milton Hildebrand zag 27 verschillende vormen, waarvan er hieronder vier worden weergegeven. Daarbij is 1 de basisvorm van de stap. ⚫ is de standfase en ⚪ de zwaaifase, L left, R right, H hind foot en F fore foot. :

| Stap | Stap             | Stap         | Stap             | Stap     |
|      | 1                | 2            | 3                | 4        |
| ---- | ---------------- | ------------ | ---------------- | -------- |
| LH   | ⚫⚫⚫⚫⚫⚪⚪⚪ | ⚫⚫⚫⚫⚪⚪ | ⚫⚫⚫⚫⚫⚫⚪⚪ | ⚫⚫⚫⚪ |
| LF   | ⚪⚫⚫⚫⚫⚫⚪⚪ | ⚪⚪⚫⚫⚫⚫ | ⚫⚪⚪⚫⚫⚫⚫⚫ | ⚪⚫⚫⚫ |
| RF   | ⚫⚫⚫⚪⚪⚪⚫⚫ | ⚫⚫⚫⚪⚪⚫ | ⚫⚫⚫⚫⚫⚪⚪⚫ | ⚫⚫⚪⚫ |
| RH   | ⚫⚪⚪⚪⚫⚫⚫⚫ | ⚫⚪⚪⚫⚫⚫ | ⚫⚫⚪⚪⚫⚫⚫⚫ | ⚫⚪⚫⚫ |

## Stap van een paard
De stap moet, vooral tijdens het rijden binnen de dressuur, zuiver en gelijkmatig gereden worden. Een paard beweegt zijn hoofd bij het lopen, zo ongeveer als mensen met hun handen zwaaien tijdens het lopen. De handen van de ruiter, die door middel van teugels het paard besturen, behoren de lichte hoofdbewegingen die het paard maakt op subtiele wijze te volgen.
Een paard in een ontspannen stap is te herkennen in de plaatsing van de afdruk van de hoeven. In dat geval zal de afdruk van de achterhoef zich bevinden voor de afdruk van voorafgaande afdruk van de voorhoef aan dezelfde kant.
Er is een overgang mogelijk naar telgang, wat in dressuur geldt als een grote fout. Daarbij drijven de achterbenen het voorbeen voortijdig van hun plek. De oorzaak hiervan is vaak te grote spanning bij het paard, of een ruiter die te veel of onjuiste eisen stelt. Om zichzelf het leven makkelijker te maken, zal een paard als het rechtsachter heeft opgetild, meteen ook rechtsvoor optillen, het dier laat de hele fase van op drie benen staan vervallen, en zodra de beide laterale benen zijn geland, worden de beide andere laterale benen opgetild. Vroeger werden sommige paarden hier speciaal op afgericht, de beweging zelf wordt als zeer aangenaam ervaren.
In de verkeerswetgeving heet deze gang stapvoets, een woord dat tegenwoordig ook als snelheidsaanduiding van voertuigen wordt toegepast.